# 新川堀
新川堀（しんかわぼり）は、かつて神奈川県川崎市川崎区に存在した運河（事実上、規模としては用水）。市内の大島地区や渡田地区を経由し、海へと注いでいた。1931年（昭和6年）から1934年（昭和9年）の間に埋め立てられた。

## 概要
当時、新川掘近辺の土地は水はけが悪く生産量も少なかった。そこで、生産量向上の為に江戸時代に排水路として作られたのがきっかけである。

## 有名な橋
当時、この運河には多くの橋が架けられていた。現在は運河自体が存在しない為橋自体も撤去されているが、いくつかの橋がバス停の名前や交差点名、地名としてその名を留めている。
- 小土呂橋（こどろばし）
- 新川橋（しんかわばし）
- 皐橋（さつきばし）